# 삼강역
삼강역(三江驛)은 조선민주주의인민공화국 황해북도 은파군 온채리에 위치한 황해선의 철도역이었다.

## 연혁
- 1919년 5월 20일 황해선 해주방면 상해역(삼강역)- 석탄역 - 내토역 구간 개통과 함께 개업
- 1920년 12월 21일 : 황해선 장연방면 사리원역-재령역 구간 개통.
- 1940년대초 : 상해역에서 삼강역으로 역명 변경
- 1963년 : 은률선 은파역-재령역간 표준궤 신설과 함께 폐선.